# والتون كوك
والتون كوك هو سياسي كندي، ولد في 12 مايو 1933 في كندا، وتوفي في 20 أبريل 2008 في مدينة لونينبورج في كندا. حزبياً، نشط في الحزب الليبرالي في نوفا سكوشا ‏.